# Emisie radio rapidă

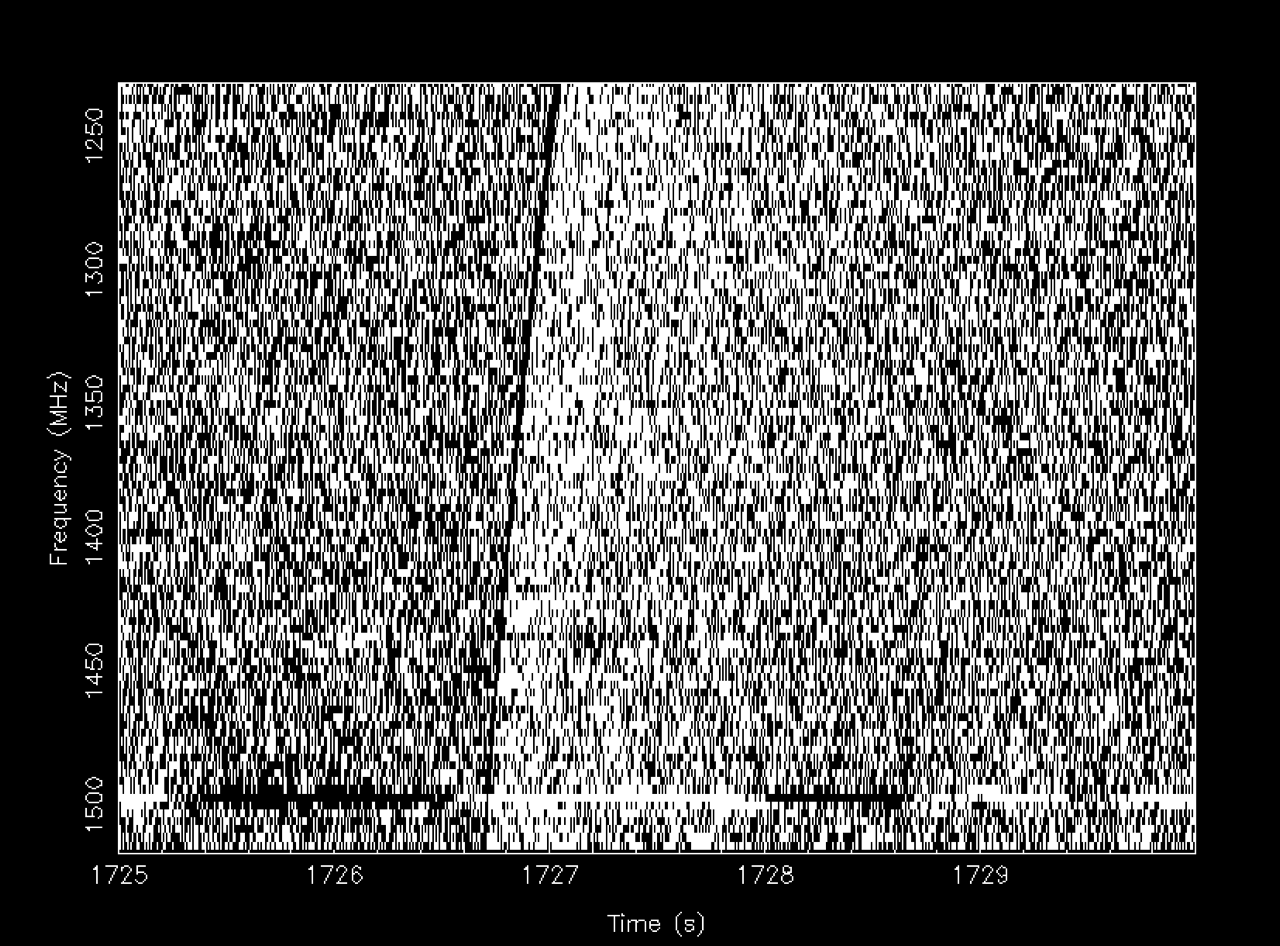
Observarea primei emisii radio rapide detectate așa cum este descrisă de Lorimer în 2007.

În radioastronomie, o emisie radio rapidă (fast radio burst - FRB) este un impuls radio tranzitoriu de lungime cuprins între o fracțiune de milisecundă și câteva milisecunde, cauzat de un proces astrofizic cu energie mare, încă neînțeles. Deși extrem de energic la sursă, puterea semnalului care ajunge pe Pământ a fost descrisă ca fiind de 1.000 de ori mai slab decât de la un telefon mobil de pe Lună. Primul FRB a fost descoperit de astrofizicianul Duncan Lorimer și de studentul său David Narkevic în 2007, când se uitau la datele arhivate din 2001 ale  telescopului Observatorului Parkes din Australia. De atunci au fost înregistrate multe FRB, inclusiv câteva care au fost detectate ca repetându-se în moduri aparent neregulate. Totuși, un FRB din februarie 2020, a fost detectat ca repetându-se în mod regulat: în special, FRB 180916 pare să pulseze la fiecare 16,35 zile. Deși originea și cauza exactă sunt incerte, acestea sunt aproape sigur extragalactice.
Când FRB-urile sunt polarizate, indică faptul că sunt emise dintr-o sursă conținută într-un câmp magnetic extrem de puternic. Originea FRB-urilor nu a fost încă identificată; propunerile pentru originea lor variază de la o stea neutronică cu rotire rapidă și o gaură neagră, până la inteligență extraterestră.
Localizarea și caracterizarea în 2012 a FRB 121102, una dintre cele trei surse repetate, a îmbunătățit înțelegerea clasei sursei. FRB 121102 este identificată cu o galaxie aflată la o distanță de aproximativ 3 miliarde de ani-lumină, în afara Căii Lactee, și este încorporată într-un mediu extrem. Prima galaxie gazdă identificată pentru o emisie care nu se repetă, FRB 180924, a fost identificată în 2019 și este o galaxie mult mai mare și mai obișnuită, aproape de dimensiunea Căii Lactee. În august 2019, astronomii au raportat detectarea a încă opt semnale FRB care se repetă. În ianuarie 2020, astronomii au raportat zona exactă a unui al doilea FRB care se repetă.
FRB-urile sunt numite după data când semnalul a fost înregistrat, sub forma "FRB AALLZZ".

## Istoric
În 2007, cercetătorii Lorimer Burst (profesor de fizică și astronomie la Centrul de unde gravitaționale și cosmologie de la Universitatea din Virginia de Vest, Statele Unite) și Maura McLaughlin (astronom la Universitatea din Virginia de Vest) au încredințat lui David Narkevic, unul dintre studenții lor, analiza datelor arhivate ale observațiilor asupra Norilor lui Magellan efectuate cu cinci ani mai devreme de observatorul Parkes din Australia.
Analiza datelor a constatat o explozie dispersată de 30 janski care a avut loc la 24 iulie 2001, cu o durată mai mică de 5 milisecunde, situată la 3° de Micul Nor al lui Magellan. Proprietățile exploziei raportate argumentează împotriva unei asocieri fizice cu galaxia Calea Lactee sau cu Micul Nor al lui Magellan. Explozia a devenit cunoscută sub numele de Impulsul Lorimer. Cercetătorii susțin că modelele actuale pentru electronii liberi în Univers implică faptul că explozia a avut loc la o depărtare mai mică de 1 gigaparsec.
Faptul că nu s-au mai observat explozii în 90 de ore de observații suplimentare implică faptul că a fost un eveniment singular, cum ar fi o supernovă sau fuziunea obiectelor relativiste. Se sugerează că sute de evenimente similare ar putea să apară în fiecare zi și, dacă sunt detectate, ar putea servi drept sonde cosmologice.

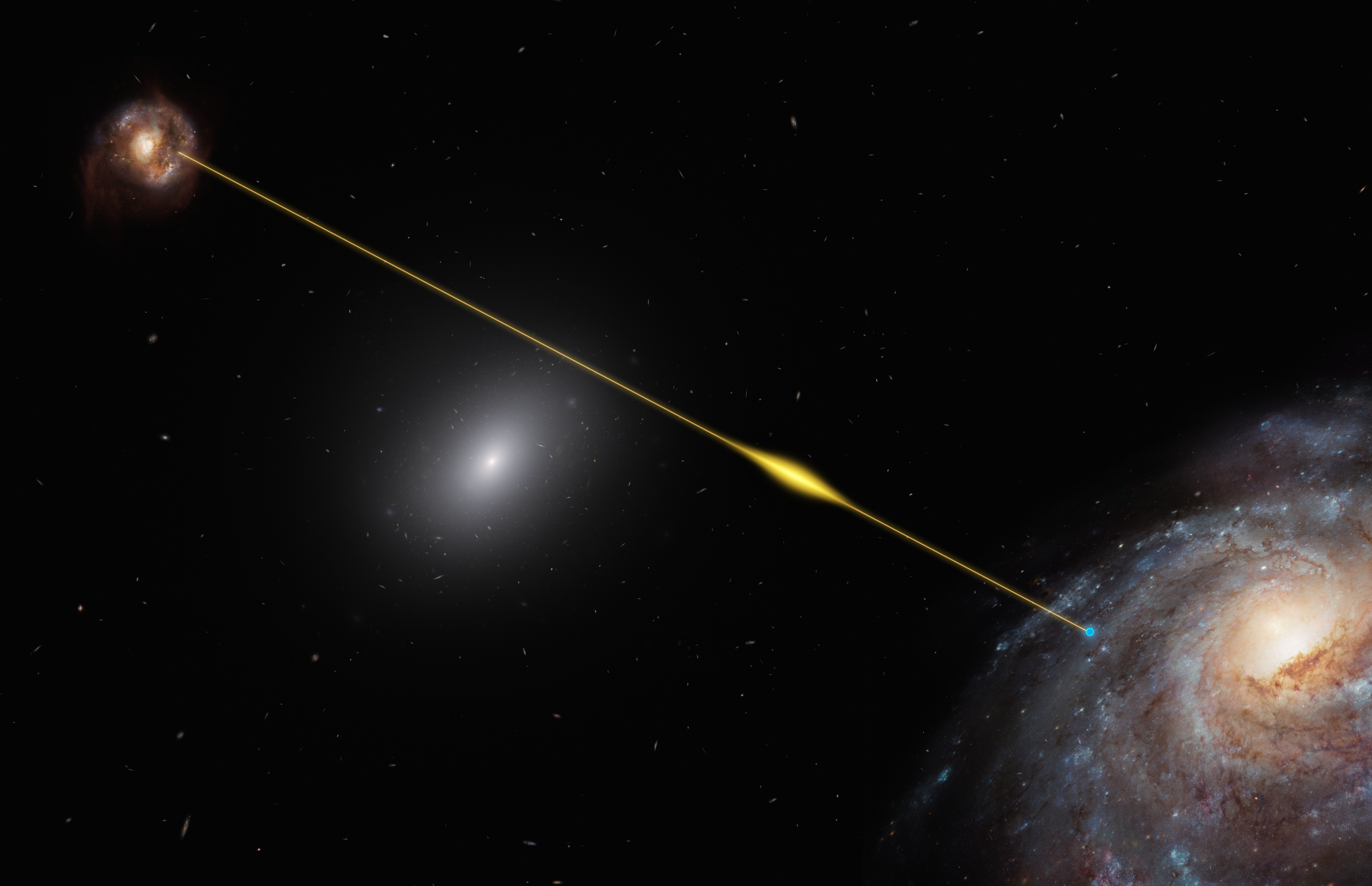
Impresie artistică despre emisia radio rapidă FRB 181112 care călătorește prin spațiu și ajunge pe Terra.

În 2010, a fost raportat un număr de 16 impulsuri similare, în mod clar de origine terestră, detectate de radiotelescopul Parkes și care au primit numele de „peritoni”. În 2015, s-a arătat că atunci când ușa cuptorului cu microunde este deschisă în timpul unui ciclu de încălzire, și telescopul se întâmplă să fie instalat la un anumit unghi, cele două dispozitive interacționează și se generează peritoni.
În 2014, FRB 140514 a fost prins „în direct” și s-a dovedit a fi polarizat circular cu 21% (± 7%). Emisiile radio rapide descoperite până în 2015 au avut măsuri de dispersie apropiate de multipli de 187,5 pc cm−3. Cu toate acestea, observațiile ulterioare nu corespund acestui model.
În 2015, FRB 110523 a fost descoperit în datele de arhivă colectate în 2011 de la Green Bank Telescope. A fost primul FRB pentru care a fost detectată polarizarea liniară (care permite o măsurare a efectului Faraday). Măsurarea întârzierii dispersiei semnalului a sugerat că această izbucnire sau puseu radio a fost de origine extragalactică, sursa aflându-se posibil până la 6 miliarde de ani-lumină. Victoria Kaspi de la Universitatea McGill University a estimat că pot apărea 10.000 de emisii radio rapide pe zi pe întregul cer.
Observatorul Parkes din Australia a raportat trei FRB în martie 2018. Unul dintre ele, FRB 180309, a avut cel mai mare raport semnal/zgomot. În octombrie 2018, astronomii au raportat încă 19 noi emisii FRB care nu se repetă, detectate de către radio-telescopul ASKAP. Acestea includ trei cu o măsură de dispersie mai mică decât s-a văzut anterior.

## FRB-uri relevante

#### FRB 121102
O observație în 2012 a unei emisii radio rapide (FRB 121102) în direcția constelației Vizitiul (Auriga) în emisfera nordică, folosind radiotelescopul Arecibo, a confirmat originea extragalactică a impulsurilor radio rapide printr-un efect cunoscut sub numele de dispersie plasmatică.
În noiembrie 2015, astronomul Paul Scholz de la Universitatea McGill din Canada, a găsit zece impulsuri radio repetate neperiodice în datele de arhivă adunate în perioada mai-iunie 2015 de radiotelescopul Arecibo. Prin măsura dispersiei și direcției sursei, impulsurile erau compatibile cu FRB 121102, detectată în 2012. La fel ca emisia din 2012, cele 10 impulsuri au o dispersie plasmatică de trei ori mai mare decât este posibil pentru o sursă din galaxia Calea Lactee. S-a ajuns mai întâi la ipoteza conform căreia cauza unor emisii radio rapide nu poate fi un fenomen distructiv, cum ar fi explozia unei găuri negre sau coliziunea dintre două stele neutronice, care nu ar putea fi repetat. Potrivit oamenilor de știință, datele susțin o origine într-o stea neutronică rotativă tânără (pulsar), sau într-o stea neutronică puternic magnetizată (magnetar), sau de la pulsari puternic magnetizați care călătoresc prin centurile de asteroizi, sau dintr-un lob Roche intermitent într-un sistem binar stea neutronică-pitică albă.
La 16 decembrie 2016, s-au raportat șase noi FRB-uri în aceeași direcție (una primită la 13 noiembrie 2015, patru la 19 noiembrie 2015 și una la 8 decembrie 2015). În ianuarie 2019 aceasta era unul dintre cele două cazuri în care aceste semnale au fost găsite de două ori în aceeași zonă în spațiu. FRB 121102 este situat la cel puțin 1150 AU de Terra, excluzând posibilitatea unei surse create de om și este aproape sigur de natură extragalactică.
Începând cu aprilie 2018, se consideră că FRB 121102 este co-localizat într-o galaxie pitică aflată la aproximativ trei miliarde de ani-lumină de Pământ cu un nucleu galactic activ cu luminozitate scăzută sau un tip de sursă extragalactică necunoscută anterior sau o stea neutronică tânără dintr-o rămășiță de supernovă.
La 26 august 2017, astronomii care foloseau date de la Green Bank Telescope au detectat 15 noi FRB-uri repetate provenite de la FRB 121102 la 5 până la 8 GHz. Cercetătorii au remarcat, de asemenea, că FRB 121102 este în prezent într-o „stare de activitate intensificată, iar observațiile ulterioare sunt încurajate, în special la frecvențe radio mai mari”. Undele sunt puternic polarizate, ceea ce înseamnă "răsucirea" undelor transversale, care s-ar fi putut forma doar atunci când trec prin plasma caldă cu un câmp magnetic extrem de puternic.
Emisiile radiofo ale FRB 121102 sunt de aproximativ 500 de ori mai polarizate decât cele de la orice alt FRB până în prezent. Întrucât este o sursă repetată de FRB, sugerează că nu provine de la un eveniment cataclismic care are loc o singură dată, astfel încât, o ipoteză avansată pentru prima dată în ianuarie 2018, propune că sursa acestor impulsuri repetate este un nucleu stelar dens numit stea neutronică aflat în apropierea unui câmp magnetic extrem de puternic, cum ar fi o gaură negre masivă, sau una încorporată într-o nebuloasă.
În aprilie 2018, s-a raportat că FRB 121102 a constat în 21 de impulsuri într-un interval de o oră. În septembrie 2018, folosind o rețea neurală convolutivă, au fost detectate încă 72 de impulsuri într-un interval de cinci ore. În septembrie 2019, mai multe semnale care se repetă, 20 de impulsuri la 3 septembrie 2019, au fost detectate de la FRB 121102 de către Telescopul FAST.

#### FRB 150418
La 18 aprilie 2015, FRB 150418 a fost detectat de observatorul Parkes și în câteva ore, mai multe telescoape au surprins un semnal de bliț rezidual, care a durat șase zile să se estompeze. Telescopul Subaru a fost utilizat pentru a găsi ceea ce se credea a fi galaxia gazdă și pentru a determina deplasarea spre roșu și distanța implicită până la impuls;acest lucru a dus la asocierea semnalului cu o galaxie eliptică situată la șase miliarde de ani lumină de Terra. Cu toate acestea, asocierea a fost imediat contestată și până în aprilie 2016 s-a stabilit că emisia reziduală provine dintr-un nucleu galactic activ care este alimentat de o gaură neagră supermasivă cu jeturi duale care se aruncă spre exterior din gaura neagră. S-a remarcat, de asemenea, că ceea ce s-a crezut a fi o „emisie”, nu a dispărut așa cum s-ar fi așteptat, ceea ce înseamnă că este puțin probabil ca variabila AGN să fie asociată cu emisia radio rapidă reală.

#### FRB 180814
La 9 ianuarie 2019, astronomii au anunțat descoperirea unei alte surse FRB repetate, numită FRB 180814, de către CHIME. Șase impulsuri au fost detectate între august și octombrie 2018, „în concordanță cu proveniența dintr-o singură poziție pe cer”. Detectarea a fost făcută în faza de pre-punere în funcțiune a CHIME, timp în care a funcționat intermitent, sugerând o „populație substanțială de FRB-uri care se repetă” și că noul telescop va face mai multe detecții.
Unele știri din media care au scris despre descoperire au speculat că FRB-ul care se repetă ar putea fi o dovadă a inteligenței extraterestre, o posibilitate explorată în relație cu FRB-urile anterioare de către unii oameni de știință, dar care nu a fost ridicată de către descoperitorii FRB 180814.

#### FRB 180916
FRB 180916 este un FRB repetat descoperit de CHIME, care mai târziu s-a dovedit că provine dintr-o galaxie spirală de dimensiuni medii (SDSS J015800.28 + 654253.0) situată la aproximativ 500 de milioane de ani lumină - cel mai apropiat FRB descoperit până în prezent. Este, de asemenea, primul FRB observat cu o periodicitate regulată. Impuslsurile sunt grupate într-o perioadă de aproximativ patru zile, urmată de o perioadă inactivă de aproximativ 12 zile, pentru o durată totală a ciclului de 16,35 zile. Studii suplimentare de urmărire a FRB-urilor care se repetă, de către instrumentele Swift XRT și UVOT au fost raportate la 4 februarie 2020.

#### FRB 180924
FRB 180924 este primul FRB care nu se repetă urmărit la sursa sa. Sursa este o galaxie situată la 3,6 miliarde de ani lumină distanță. Galaxia este aproape la fel de mare ca Calea Lactee și de aproximativ 1000 de ori mai mare decât sursa FRB 121102. În timp ce aceasta din urmă este un loc activ de formare a stelelor și un loc probabil pentru magnetari, sursa lui FRB 180924 este o galaxie mai veche și mai puțin activă.
Deoarece FRB-ul nu se repetă, astronomii au fost nevoiți să scaneze suprafețe mari cu cele 36 de telescoape ASKAP. Odată ce a fost găsit un semnal, au folosit Very Large Telescope, Observatorul Gemini din Chile și Observatorul W.M. Keck din Hawaii pentru a identifica galaxia gazdă și pentru a determina distanța acesteia. Cunoscând distanța și proprietățile galaxiei sursă, acest lucru permite un studiu al compoziției mediului intergalactic.

## Ipoteze asupra originii
Din cauza naturii izolate a fenomenului observat, natura sursei rămâne speculativă. Până în prezent (2020), nu există o explicație general acceptată. Sursele sunt considerate a avea o dimensiune de câteva sute de kilometri sau mai puțin, deoarece impulsurile durează doar câteva milisecunde, iar dacă eemisiile provin de la distanțe cosmologice, sursele lor trebuie să fie foarte energice, generând atât de multă energie într-o emisie milisecundă așa cum ar face Soarele în 80 de ani.
O posibilă explicație ar fi o coliziune între obiecte foarte dense, precum fuzionarea găurilor negre sau a stelelor neutronice. S-a sugerat că există o conexiune cu emisiile de raze gamma. Unii au speculat că aceste semnale pot fi de origine artificială, că ar putea fi semne ale inteligenței extraterestre. În mod analog, atunci când a fost descoperit primul pulsar, s-a crezut că pulsurile rapide, regulate, ar putea să provină dintr-o civilizație îndepărtată, iar sursa a fost numită „LGM-1” (de la „little green men”).
În 2007, imediat după publicarea primei descoperiri, s-a propus ca emisiile radio rapide să poată fi legate de semnalele luminoase de la magnetari. În 2015, trei studii au susținut ipoteza magnetarului. Mai ales supernovele energetice ar putea fi sursa acestor impulsuri. În 2013 blitzarii au fost propuși ca explicație.
În 2014, s-a sugerat că în urma prăbușirii pulsarilor provocate de materia întunecată, expulzarea magnetosferelor pulsare ar putea fi sursa emisiilor radio rapide. O altă sursă posibilă exotică sunt corzile cosmice care au produs aceste impulsuri în timp ce interacționau cu plasma care străbătea Universul timpuriu. De asemenea, s-a propus că, în cazul în care originea emisiile radio rapide ar fi explozia găurilor negre, FRB-urile ar fi prima detectare a efectelor gravitației cuantice. La începutul anului 2017, s-a propus ca un câmpul magnetic puternic de lângă o gaură neagră supermasivă poate să destabilizeze foile curente din magnetosfera unui pulsar, eliberând energia prinsă pentru a alimenta FRB-urile.
Impulsurile repetate ale FRB 121102 au inițiat ipoteze de origine multiplă. A fost propus un fenomen coerent de emisie cunoscut sub denumirea de superradianță, care poate apărea în medii precum nucleele galactice active, pentru a explica FRB-urile și alte observații asociate cu FRB (de exemplu, rata mare a evenimentului, profiluri de intensitate variabilă).
În iulie 2019, astronomii au raportat că s-ar putea să ca FRB-urile care nu se repetă s-ar putea să nu fie evenimente unice, ci de fapt evenimentele nu au fost detectate și, în plus, că FRB-urile pot fi formate din evenimente care încă nu au fost văzute sau luate în considerare.
O posibilitate este ca FRB-urile să provină din semnale luminoase stelare din apropiere.